# Xiachuan Dao
Xiachuan Dao (kinesiska: 下川岛) är en ö i Kina. Den ligger i provinsen Guangdong, i den södra delen av landet, omkring 180 kilometer sydväst om provinshuvudstaden Guangzhou. Arean är 99 kvadratkilometer. Den sträcker sig 14,4 kilometer i nord-sydlig riktning, och 15,0 kilometer i öst-västlig riktning.  I omgivningarna runt Xiachuan Dao växer i huvudsak städsegrön lövskog.
Genomsnittlig årsnederbörd är 2 628 millimeter. Den regnigaste månaden är juni, med i genomsnitt 391 mm nederbörd, och den torraste är januari, med 29 mm nederbörd.